# Suy thoái kinh tế
Suy thoái kinh tế (tiếng Anh: recession/economic downturn) được định nghĩa trong Kinh tế học vĩ mô là sự suy giảm của Tổng sản phẩm quốc nội thực trong thời gian hai hoặc hơn hai quý liên tiếp trong năm (nói cách khác, tốc độ tăng trưởng kinh tế âm liên tục trong hai quý). Tuy nhiên, định nghĩa này không được chấp nhận rộng rãi. Cơ quan nghiên cứu kinh tế quốc gia (NBER) của Hoa Kỳ đưa ra định nghĩa về suy thoái kinh tế còn mập mờ hơn "là sự tụt giảm hoạt động kinh tế trên cả nước, kéo dài nhiều tháng". Suy thoái kinh tế có thể liên quan sự suy giảm đồng thời của các chỉ số kinh tế của toàn bộ hoạt động kinh tế như việc làm, đầu tư, và lợi nhuận doanh nghiệp. Các thời kỳ suy thoái có thể đi liền với hạ giá cả (giảm phát), hoặc ngược lại tăng nhanh giá cả (lạm phát) trong thời kì đình lạm.
Một sự suy thoái trầm trọng và lâu dài được gọi là khủng hoảng kinh tế. Sự tan vỡ tàn phá nền kinh tế là suy sụp/đổ vỡ kinh tế.
Các nền kinh tế theo định hướng thị trường có đặc điểm là tăng giảm theo chu kỳ kinh tế, nhưng sự suy giảm thực tế (suy giảm các hoạt động kinh tế) không thường xảy ra. Nhiều tranh luận về việc chính phủ có nên can thiệp để điều hòa kinh tế (học thuyết kinh tế vĩ mô của Keynes), khuếch đại chu kỳ kinh tế (lý thuyết chu kỳ kinh tế thực), hoặc thậm chí là tạo ra chu kỳ kinh tế (chủ nghĩa tiền tệ).

## Nguyên nhân của suy thoái kinh tế
Những nguyên nhân đích thực của suy thoái kinh tế là đối tượng tranh luận sôi nổi giữa các nhà lý thuyết và những người làm chính sách mặc dù đa số thống nhất rằng các kỳ suy thoái kinh tế gây ra bởi sự kết hợp của các yếu tố bên trong (nội sinh) theo chu kỳ và các cú sốc từ bên ngoài (ngoại sinh). Ví dụ, những nhà kinh tế học chủ nghĩa Keynes và những lý thuyết gia theo lý thuyết chu kỳ kinh tế thực sẽ bất đồng về nguyên nhân của chu kỳ kinh tế, nhưng sẽ thống nhất cao rằng các yếu tố ngoại sinh như giá dầu, thời tiết, hay chiến tranh có thể tự chúng gây ra suy thoái kinh tế nhất thời, hoặc ngược lại, tăng trưởng kinh tế ngắn hạn. Trường phái kinh tế học Áo giữ quan điểm rằng lạm phát bởi cung tiền tệ gây ra suy thoái kinh tế ngày nay và các thời kỳ suy thoái đó là động lực tích cực theo nghĩa chúng là cơ chế tự nhiên của thị trường điều chỉnh lại những nguồn lực bị sử dụng không hiệu quả trong giai đoạn "tăng trưởng" hoặc lạm phát. Phần lớn học giả theo thuyết tiền tệ tin rằng những thay đổi triệt để về cơ cấu kinh tế không phải là nguyên nhân chủ yếu; nguyên nhân của các thời kỳ suy thoái ở Mỹ là bởi quản lý tiền tệ yếu kém.

## Các kiểu suy thoái
Các nhà kinh tế học hay miêu tả kiểu suy thoái kinh tế theo hình dáng của đồ thị tăng trưởng theo quý. Có các kiểu suy thoái sau hay được nhắc đến: 
- Suy thoái hình chữ V: Đây là kiểu suy thoái mà pha suy thoái ngắn, tốc độ suy thoái lớn; đồng thời, pha phục phồi cũng ngắn và tốc độ phục hồi nhanh; điểm đổi chiều giữa hai pha này rõ ràng. Đây là kiểu suy thoái thường thấy.
- Suy thoái hình chữ U: Đây là kiểu suy thoái mà pha phục hồi xuất hiện rất chậm. Nền kinh tế sau một thời kỳ suy thoái mạnh tiến sang thời kỳ vất vả để thoát khỏi suy thoái. Trong thời kỳ thoát khỏi suy thoái, có thể có các quý tăng trưởng dương và tăng trưởng âm xen kẽ nhau.
- Suy thoái hình chữ W: Đây là kiểu suy thoái liên tiếp. Nền kinh tế vừa thoát khỏi suy thoái được một thời gian ngắn lại tiếp tục rơi ngay vào suy thoái.
- Suy thoái hình chữ L: Đây là kiểu suy thoái mà nền kinh tế rơi vào suy thoái nghiêm trọng rồi suốt một thời gian dài không thoát khỏi suy thoái. Một số nhà kinh tế gọi tình trạng suy thoái không lối thoát này là khủng hoảng kinh tế.

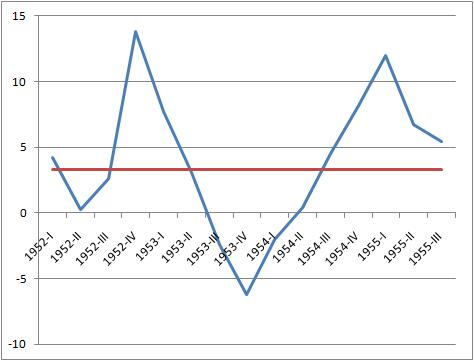
Suy thoái hình chữ V, như trường hợp suy thoái kinh tế ở Hoa Kỳ năm 1953
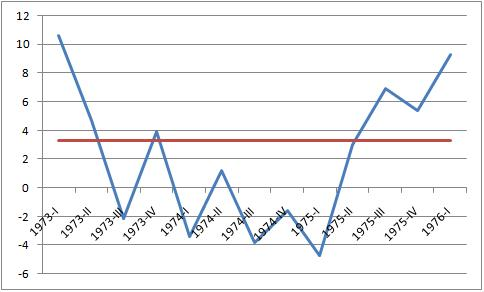
Suy thoái hình chữ U, như trường hợp suy thoái kinh tế ở Hoa Kỳ trong các năm 1973-1975
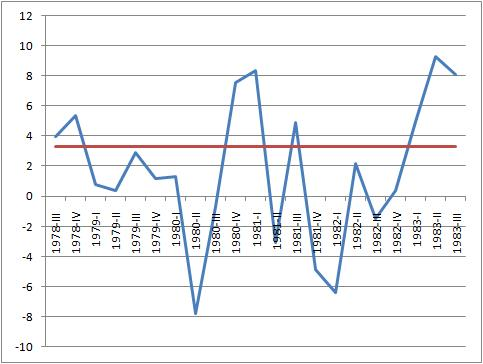
Suy thoái hình chữ W, như trường hợp suy thoái kinh tế ở Hoa Kỳ đầu thập niên 1980
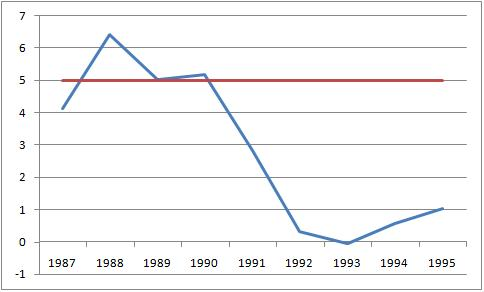
Suy thoái hình chữ L, như trường hợp Thập kỷ mất mát (Nhật Bản).